# جوزف جان تامسون
سر جوزف جان «جی. جی.» تامسون (به انگلیسی: Sir Joseph John "J. J." Thomson) (زاده ۱۸ دسامبر ۱۸۵۶ – درگذشته ۳۰ اوت ۱۹۴۰) فیزیکدان انگلیسی بود که در سال ۱۹۰۶ جایزه نوبل فیزیک را به خاطر کار بر روی خواص الکتریکی گازها به دست آورد. وی همچنین پدر جرج پاجت تامسون بود که او هم در سال ۱۹۳۷ نوبل فیزیک را گرفت.
درحالی که جوزف جان تامسون به الکترون به عنوان یک ذره نگاه می‌کرد، پسرش، جرج پاجت تامسون، نشان داد که از آن می‌تواند مانند یک موج استفاده نماید. به گفته جان پاکینگورد، پدر به‌خاطر کشف ذره بودن الکترون برنده جایزه نوبل فیزیک شد و پسر، به‌خاطر کشف موج بودن الکترون.

## آزمایش تامسون (محاسبه نسبت بار الکتریکی به جرم الکترون (بار منفی)
در آزمایش تامسون از اثر میدان الکتریکی و میدان مغناطیسی استفاده شده‌است.
{\displaystyle y=0.5at^{2}=0.5{q_{e}E \over m}t^{2},x=vt}
معادلات فوق نشان می‌دهد که مسیر حرکت یک سهمی است و مقدار انحراف پرتو الکترونی از امتداد اولیه (OX) در نقطه خروج از خازن مقدار y در این لحظه خواهد بود. اگر طول خازن را به L نمایش دهیم x = L زمان لازم برای رسیدن به انتهای خازن عبارت خواهد بود از t = L / v اگر این مقدار t را در معادله y قرار دهیم مقدار انحراف در لحظه خروج از خازن به‌دست می‌آید:
{\displaystyle y={1 \over 2}{q_{e}E \over m}({L \over v})^{2}}
{\displaystyle \therefore {e \over m}={2y \over E}({v \over L})^{2}}
که در آن v سرعت الکترون است که قبلاً بدست آمده‌است. L و E به ترتیب طول خازن و شدت میدان الکتریکی هستند که هر دو معلومند؛ پس اگر مقدار y را اندازه بگیریم بار ویژه یا e/m محاسبه می‌شود. پس از خروج الکترون از خازن، دیگر هیچ نیرویی بر آن وارد نمی‌شود؛ بنابراین از آن لحظه به بعد حرکت ذره در خط راست خواهد بود و مسیر آن مماس بر سهمی در نقطه خروج از خازن است. اگر a فاصله پرده از خازن یعنی D P۰ باشد می‌توانیم بنویسیم:
{\displaystyle \lVert P_{0}P_{1}\rVert =y+DP_{0}tan(\theta )}
tgθ عبارتست از ضریب زاویه مماس بر منحنی مسیر در نقطه خروج از خازن و بنابراین مقدار یست معلوم پس باید با اندازه گرفتن فاصله اثر روی پرده(P0 P۱) به مقدار y رسید و در نتیجه می‌توانیم e/ m را محاسبه نماییم. مقداری که در آزمایش‌های اولیه بدست آمده بود {\displaystyle 1.7\times 10^{8}} کولن بر گرم بود مقداری که امروزه مورد قبول بوده و دقیقتر از مقدار قبلی است برابر {\displaystyle 1.759\times 10^{8}}کولن بر گرم می‌باشد.